# Wolfgang Feiersinger
Wolfgang Feiersinger est un footballeur autrichien né le 30 janvier 1965 à Saalfelden,  qui évoluait au poste de défenseur, principalement à l'Austria Salzbourg, au Borussia Dortmund et en équipe d'Autriche.

## Biographie

### En club
Wolfgang Feiersinger évolue en Autriche et en Allemagne. Il joue principalement en faveur des clubs de l'Austria Salzbourg et du Borussia Dortmund.
Il dispute 250 matchs en première division autrichienne et 57 matchs en première division allemande. Il remporte trois titres de champion d'Autriche avec l'Austria.
Au sein des compétitions européennes, il dispute 27 matchs en Ligue des champions, et onze en Coupe de l'UEFA. Avec l'Austria, il joue les demi-finales de la Coupe de l'UEFA en 1994. Toutefois, il ne prend pas part à la finale perdue par l'Austria face à l'Inter Milan. Avec le Borussia Dortmund, il joue les demi-finales de la Ligue des champions en 1997 puis à nouveau en 1998. Toutefois, il ne prend pas part à la finale de 1997 qui voit la victoire du Borussia sur la Juventus de Turin. Il est en revanche titulaire lors de la Coupe intercontinentale 1997 gagnée 2-0 face au club de Cruzeiro.

### En équipe nationale
Wolfgang Feiersinger reçoit 46 sélections en équipe d'Autriche entre 1990 et 1999, sans inscrire de but.
Il joue son premier match en équipe nationale le 21 août 1990, en amical contre la Suisse (défaite 1-3 à Vienne).
Il participe aux éliminatoires du mondial 1994 (sept matchs), aux éliminatoires de l'Euro 1996 (huit matchs), aux éliminatoires du mondial 1998 (huit matchs), et enfin aux éliminatoires de l'Euro 2000.
Il dispute avec l'Autriche la Coupe du monde 1998 organisée en France. Lors de cette compétition, il prend part aux trois matchs disputés par son équipe, contre le Cameroun, le Chili et l'Italie.

## Palmarès

### Avec l'Austria Salzbourg
- Finaliste de la Coupe UEFA en 1994 (ne joue pas la finale)
- Champion d'Autriche en 1994, 1995 et 1997
- Vice-champion d'Autriche en 1992 et 1993
- Champion d'Autriche de D2 en 1989
- Vainqueur de la Supercoupe d'Autriche en 1994 et 1995

### Avec le Borussia Dortmund
- Vainqueur de la Ligue des champions en 1997 (ne joue pas la finale)
- Vainqueur de la Coupe intercontinentale en 1997